# Menderes Türel

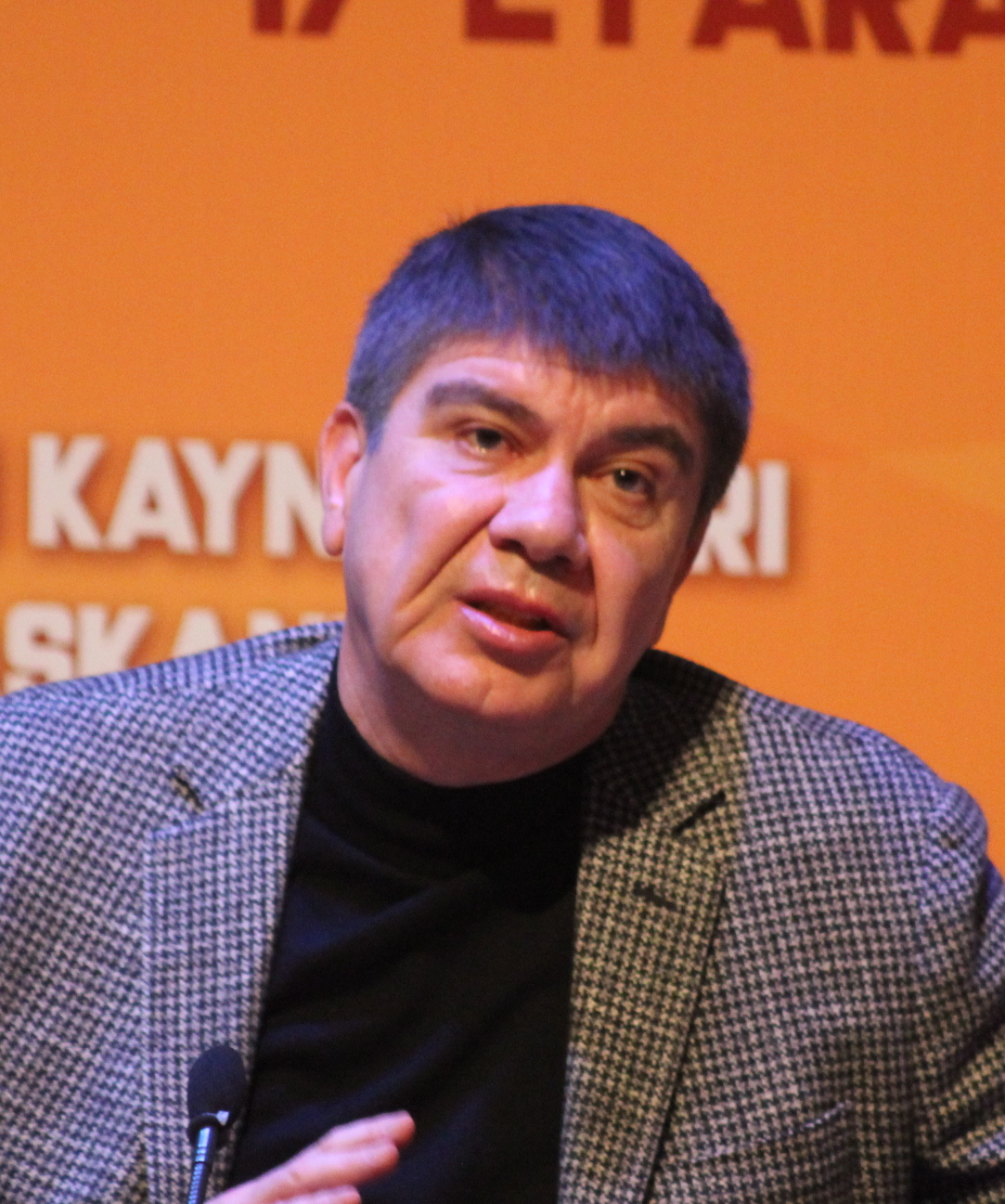
Menderes Türel, 2018

Menderes Mehmet Tevfik Türel (* 11. Juli 1964 in Antalya) ist ein türkischer Politiker, der von 2004 bis 2009 und von 2014 bis 2019 Bürgermeister der Stadt Antalya war. Er ist Mitglied der Adalet ve Kalkınma Partisi (AKP).
Türel, der Journalismus im Vereinigten Königreich studiert hatte und lange Jahre in Antalya als Journalist tätig war, wurde 1992 im Alter von 28 Jahren zum Mitgliedsrat der Industrie- und Handelskammer von Antalya gewählt. Vom 21. November 1997 bis zum 25. November 1999 war er stellvertretender Präsident des Vorstandsrates der Industrie- und Handelskammer und wurde am 14. November 2001 zum Präsidenten des Vorstandsrates gewählt. Dieses Amt hatte Türel bis zum 22. Januar 2004 inne, als er zurücktrat, um für das Amt des Bürgermeisters von Antalya zu kandidieren. Die Wahlen am 28. März jenes Jahres gewann er mit 33,47 % der Stimmen. Am 30. März 2014 wurde Türel mit 36,40 % als Bürgermeister von Antalya wiedergewählt.
Bei den Kommunalwahlen 2019 trat Türel erneut für die AKP an, unterlag jedoch Muhittin Böcek von der CHP, der rund 50,6 % der Stimmen bekam.
Türel ist verheiratet und Vater von zwei Kindern.